# Жёлудки
Жёлудки (укр. Жолудки) — село в Шепетовском районе Хмельницкой области Украины.
Население по переписи 2001 года составляло 284 человека. Почтовый индекс — 30437. Телефонный код — 3840. Занимает площадь 51 км². Код КОАТУУ — 6825585602.

## Местный совет
30437, Хмельницкая обл., Шепетовский р-н, с. Новичи